# Водоснабжение и канализация Актобе
Системы водоснабжения и канализации города Актобе начали закладываться в 30-е годы XX века, после того, как город (тогда ещё Актюбинск) стал административным центром новообразованной Актюбинской области.
3 октября 1937 года было образовано городское управление водопровода по реализации воды «Водосвет», в ведении которого находились две скважины, насосная станция второго подъёма и пять километров водопроводных сетей. В 1937 было построено ещё 11,8 км водопроводных сетей, появились 3 скважины и напорный резервуар объёмом 600 м³.
В 1950-е годы было пробурено ещё две скважины на реке Илек, а единственный Илекский водозабор расположился в районе моста возле посёлка Кирпичный. В 1963 году был запущен Саздинский водозавод и водонапорная башня на улице Карла Либкнехта. В 1965 году были запущены водозаборы микрорайонов, 4 скважины, 50 км водопроводных сетей, 20,9 км канализационных сетей и поля фильтрации площадью 28 га. В последующие годы были введены в эксплуатацию КНС № 7 и № 8, Жилгородской водозабор и 10 скважин, была построена КНС № 6, которая принимала сточные воды из микрорайонов и подавала на поля фильтрации. В 1967 году был построен Тамдинский водозабор (10 скважин). В 1972—1976 годах было построено 2 Илекских водозабора (20 скважин). В 1979—1980 годах была построена вторая очередь канализации, в которую вошли КНС № 11 и другие канализационно-очистные сооружения. В 1983—1985 годах построен Верхне-Каргалинский водозабор (28 скважин), в 1985 году было начато строительство Кундактыкырского куста водозаборов.
Акционерное общество «Акбула́к» (каз. Ақбұлақ), которое занимается обеспечением города питьевой водой и отводом-очисткой сточных вод, было образовано 30 декабря 1993 года из реорганизованного Актюбинского городского управления водопроводно-канализационного хозяйства, функционировавшего с 1937 года. В настоящее время водоснабжение осуществляется из Илекского (правый и левый), Тамдинского, Верхне-Каргалинского и Кундактыкырского водозаборов. На предприятии трудится 1137 человек, общая протяжённость водопроводных сетей составляет 814,4 км, а длина канализационных сетей равна 482,79 км. В рамках реализации «Дорожной карты» в 2009 году на ремонт и реконструкцию систем водоснабжения и водоотвода города было выделено 4 млрд тенге. Планируется заменить 43,5 водопроводных сетей, из них 19 км приходится на Кундактыкырский водовод. По словам президента АО «Акбулак» Асана Ибраева, проблемы с водоснабжением Актобе наиболее актуальны в летний период, когда вода не достигает верхних этажей многоквартирных домов.
Общее потребление воды питьевого качества в 2006 году составило 55895 м³ в сутки, в 2015 году этот показатель должен достигнуть отметки 109010 м³ в сутки. Водоснабжение для хозяйственно-питьевых целей с учетом технологических нужд промышленных предприятий принято из подземных вод месторождений с утверждёнными запасами: Илекский правобережный и левобережный водозаборы, Тамдинский водозабор, Верхнекаргалинский левобережный водозабор и Кундыктырский водозабор. Объёмы водоотведения по городу в 2006 году составили 62227 м³ в сутки.
Устаревшая канализационная система (339 из 482 км сетей изношены), основная часть коллекторов которой была построена в 1950—1960-е годы, в 2013 году была признана экологами основной причиной загрязнения воздуха в городе. 2020 год назначен датой, когда будут решены проблемы с финансированием обновления канализационных сетей. На сегодняшний день (2013) около 20 тыс. абонентов не имеют доступа к канализации.